# 巴托利尼萨贝尼小圣堂

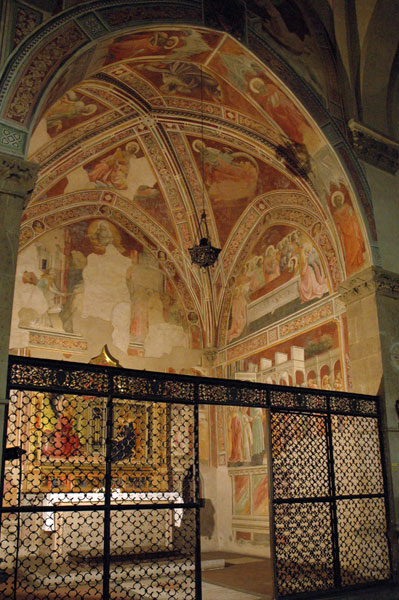
巴托利尼萨贝尼小圣堂

巴托利尼萨贝尼小圣堂（義大利語：Cappella Bartolini Salimbeni）是一个小圣堂，在意大利中部佛罗伦萨天主圣三圣殿内。装饰巴托利尼萨贝尼小圣堂的是洛伦佐·摩纳哥，在1420年代。这是意大利少数幸存的国际哥特式艺术壁画之一。
该堂一直保持原有的其他元素，比如洛伦佐·摩纳哥的祭台画《圣母领报》，以及栏杆。

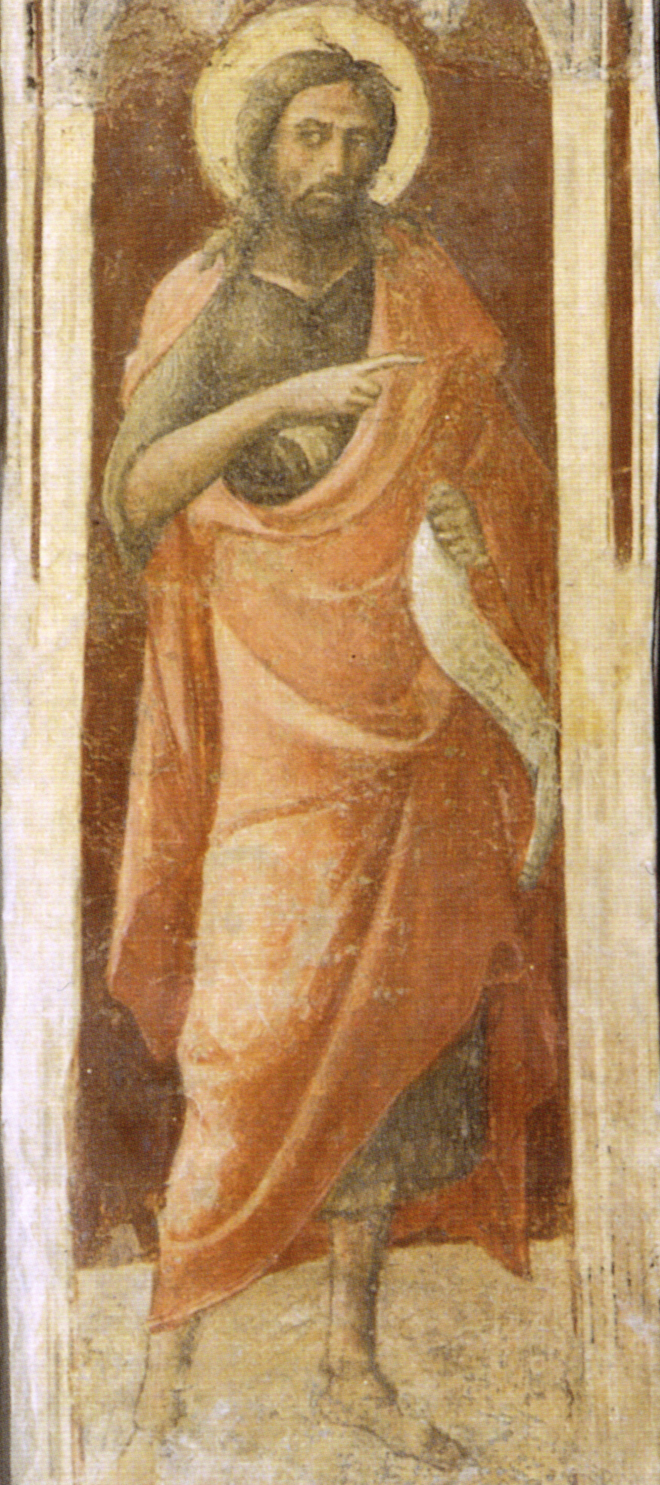
圣若翰洗者
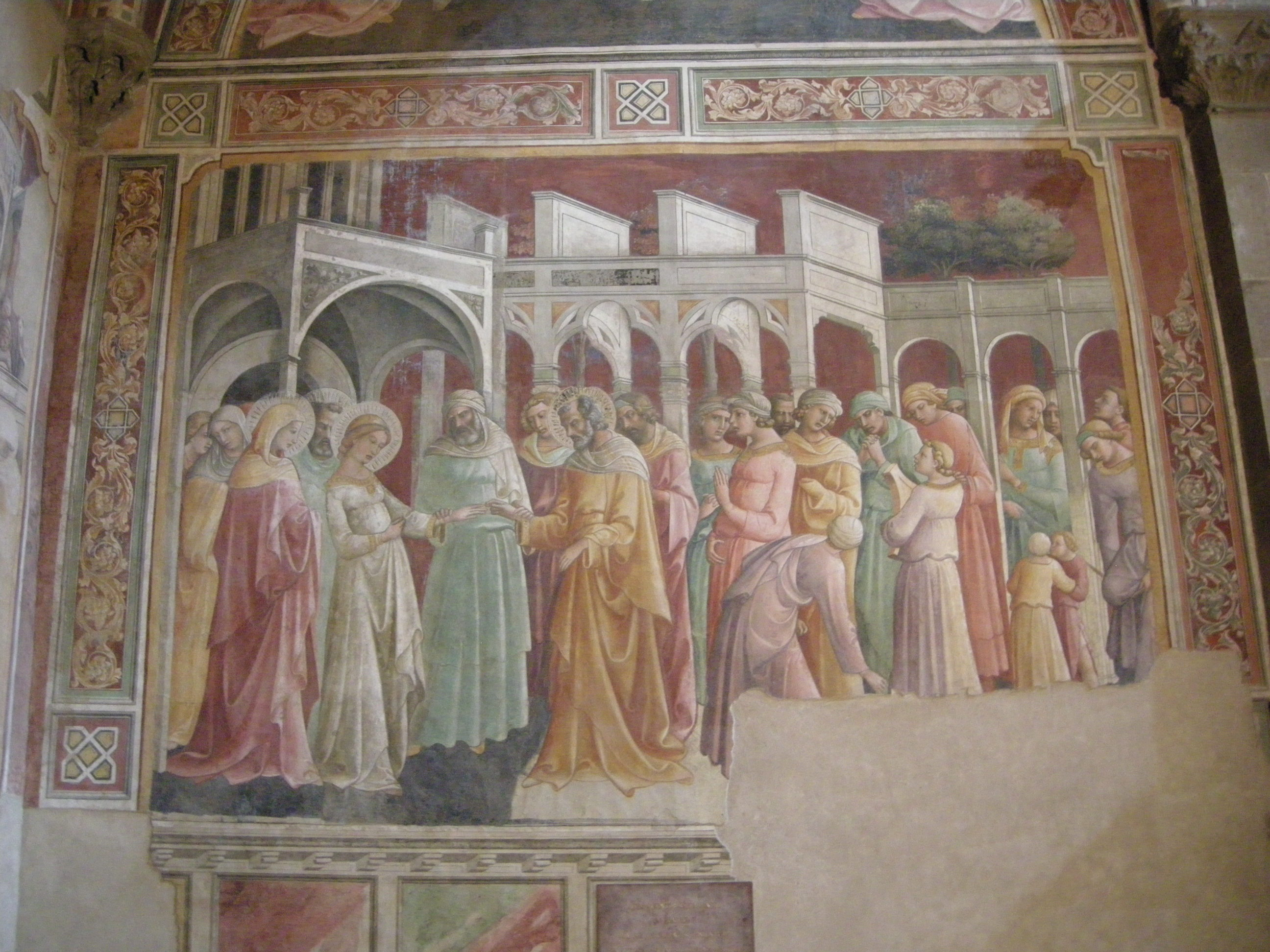
圣母的婚礼
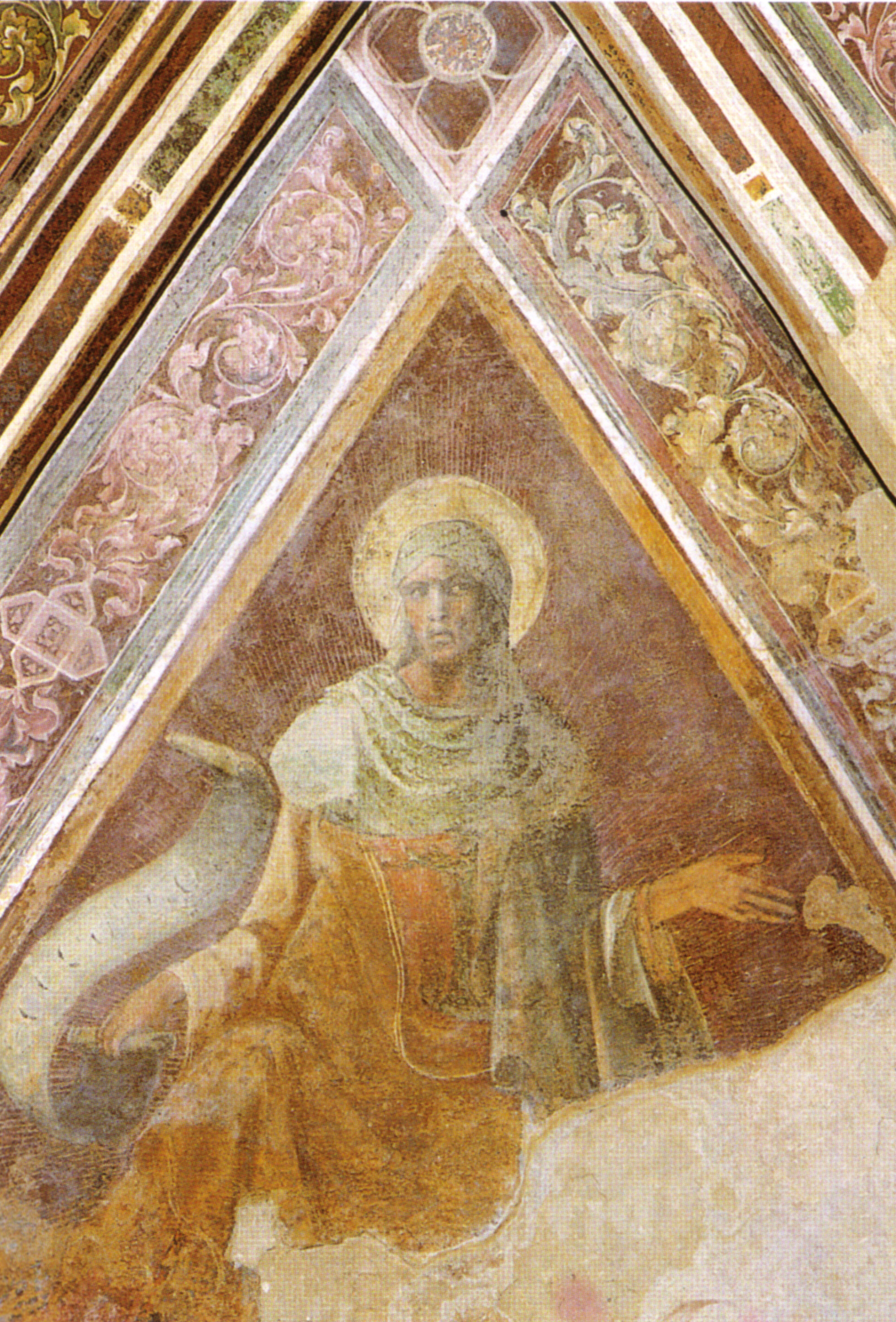